# Цмутт
Цмутт (нім. Zmuttgletscher) — льодовик завдовжки 6 км (станом на 2005 р.), розташований к Пеннінських Альпах в кантоні Вале (Швейцарія). У 1973 році мав площу 16,89 км².